# 아사히촌
아사히촌(일본어: 朝日村)은 일본 나가노현 중서부 히가시치쿠마군의 촌이다.

## 지리
구사리가와강의 선상지상에 있고 고도는 해발 약 700m 전후이다. 북동부를 제외한 촌역의 대부분은 산림이 차지하고 있다. 기후의 특징으로는 강수량이 적고 여름과 겨울의 한난 차이가 심한 것을 들 수 있으며 히다산맥과 가깝기 때문에 주변 지역보다 기온이 약간 낮고 강수량도 약간 많다. 히다산맥에서 알프스 산바람이 분다.

## 역사
- 에도 시대 - 처음에는 마쓰모토번에 속해 있었지만 수확량 문제로 다카토번으로 옮겨졌다.
- 1872년 - 폐번치현으로 다카토현에 속했다.
- 1872년 - 다카토현이 합병에 의해 지쿠마현이 되면서 여기에 속하는 촌이 되었다.
- 1875년 10월 25일 - 고미촌, 하리오촌, 오노자와촌, 니시세바촌이 합병해 야마모토촌이 탄생하였다.
- 1877년 - 지쿠마현이 나가노현에 편입되면서 여기에 속하는 촌이 되었다.
- 1884년 2월 16일 - 야마모토촌을 분리해 원래의 4개 촌으로 돌아왔다.
- 1889년 4월 1일 - 시정촌제 시행으로 오노자와촌, 하리오촌, 고미촌, 니시세바촌이 다시 합병해 아사히촌이 성립하였다.

## 인구
| 연도 | 인구  | ±%     |
| ---- | ----- | ------ |
| 1940 | 4,163 | —      |
| 1950 | 5,253 | +26.2% |
| 1960 | 4,786 | −8.9%  |
| 1970 | 4,332 | −9.5%  |
| 1980 | 4,228 | −2.4%  |
| 1990 | 4,381 | +3.6%  |
| 2000 | 4,908 | +12.0% |
| 2010 | 4,742 | −3.4%  |